# Hrvatsko domobranstvo

Symbol der Kroatischen Heimwehr: Kroatisches Dreiblatt (Hrvatski trolist), auch Kreuz des Zvonimir (Zvonimirov križ) genannt (Version des Hoheitszeichens 1941–45)

Als Hrvatsko domobranstvo (Kroatische Heimwehr) bezeichnete man die kroatischen Verbände Österreich-Ungarns (k.u. Landwehr) und die regulären Streitkräfte des Unabhängigen Staates Kroatien (NDH).
Häufiger wird die Bezeichnung für die Angehörigen des Hrvatsko domobranstvo, nämlich Domobrani (kroatisch Singular: domobran = Heimatverteidiger) verwendet. Fälschlicherweise wird Hrvatsko domobranstvo auch häufig mit „Kroatische Landwehr“ übersetzt, obwohl man üblicherweise mit dem Begriff „Landwehr“ im deutschen Sprachraum Verbände mit verminderter Kampfkraft bezeichnete. Dies war hier jedoch nicht der Fall. Zwar personell schwächer mit nur drei Bataillonen anstatt vier pro Infanterie-Regiment ausgestattet wie die Einheiten der Gemeinsamen Armee, handelte es sich dennoch um reguläre Kampftruppen.

## Gründung
Die k.u. Landwehr war geteilt in die ungarische Landwehr und die kroatisch-slawonische Landwehr, wobei den Kroaten im „kleinen Ausgleich“ von 1868 das Recht zugestanden wurde, Kroatisch als Dienst- und Kommandosprache in ihren Honvéd-Einheiten einzuführen. Außerdem unterstanden die kroatisch-slawonischen Honvéd-Einheiten dem Ban in Agram und nicht dem Landesverteidigungsminister in Budapest.
Weiterhin sollten die Angehörigen ausschließlich auf dem Gebiet des Königreichs Kroatien und Slawonien dienen. Die Ausbildung der Offiziere und Unteroffiziere erfolgte ausschließlich in der Akademie der Domobranen. Zudem wurden die Einheiten mit kroatischen Namen bezeichnet.
Dementsprechend wurden kroatische Verbände im Rahmen der königlich ungarischen Landwehr aufgestellt, die den offiziellen Namen Kroatisch-slawonische Landwehr trugen.

## Erster Weltkrieg
Unmittelbar vor Ausbruch des Ersten Weltkrieges wurde die 42. Division aufgestellt, die wegen ihrer militärischen Erfolge den Spitznamen „Teufelsdivision“ bekam. Zu dieser Division gehörten unter der Führung von Generaloberst Stjepan Sarkotić 14.000 Mann. Diese Division zeichnete sich im Jahr 1916 bei der Einnahme Montenegros aus.
Der Wehrdienst für Wehrpflichtige dauerte zwei Jahre.
Nach der Errichtung des Königreiches Jugoslawien wurde die Kroatische Heimwehr aufgelöst.

## Zweiter Weltkrieg

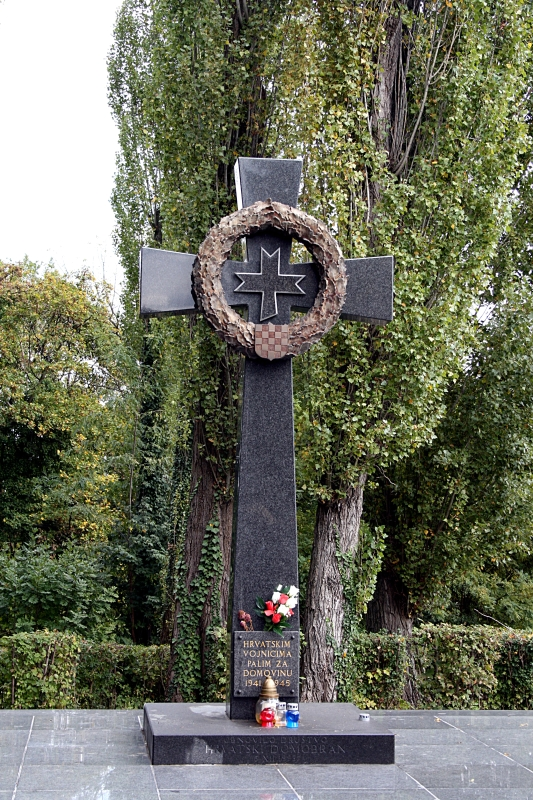
Denkmal für die Gefallenen der Kroatischen Heimwehr im Zweiten Weltkrieg (Mirogoj-Friedhof, Zagreb)

In der Folge der Invasion Jugoslawiens durch die deutsche Wehrmacht wurde ein kroatischer Marionettenstaat gegründet. Am 16. April 1941 wurden unter Slavko Kvaternik als Oberbefehlshaber die Hrvatsko domobranstvo mit Heer, Marine, Luftwaffe, Nationalgarde, Gendarmerie und Arbeitsdienst als reguläre Streitkräfte Kroatiens gebildet.
Den Kern bildeten einige kroatische Einheiten der ehemaligen jugoslawischen Armee und Formationen nationalpolitischer kroatischer Jugendverbände. Im Sommer 1941 gab es fünf Divisionen und ein Ostkorps, das in der Sowjetunion 1943 in der Schlacht von Stalingrad unterging. Ein weiteres Expeditionskorps diente unter italienischer Flagge.
Sie waren an der Eindämmung der ersten Aufstandswelle im Spätsommer und Herbst 1941 entscheidend beteiligt.
Ihre operative Führung wurde gemäß den 1942 und 1943 geschlossenen Abkommen von der zuständigen deutschen Heeresgruppe oder dem deutschen Armeeoberkommando übernommen. Zwischen November 1941 bis Mai 1943 waren rund 55.000 Mann in drei Armeekorps mit sechs Infanterie-Divisionen und einer Gebirgs-Division gegliedert. Im Mai 1943 wurden die sechs Divisionen in vier Gebirgs- und vier Schützenbrigaden umgewandelt. Am 21. November 1944 übernahm das Staatsoberhaupt Ante Pavelić den Oberbefehl und verfügte die Verschmelzung der Heeres-Einheiten mit der faschistischen Ustascha-Miliz zu den Hrvatske oružane snage (Kroatische Streitkräfte). Zusammengelegt ergab dies eine Personalstärke von 16 Divisionen. Neben Kroaten dienten auch Bosniaken, Serben, Tschechen, Slowaken, Ukrainer, Russen und Angehörige anderer nationaler Minderheiten.
Als die Jugoslawische Volksbefreiungsarmee siegte, flohen im Mai 1945 die Soldaten der Domobrani mit der Regierung aus Zagreb in Richtung Kärnten, wo sie bedingungslos kapitulierten und von britischen Armeestellen an die jugoslawische Regierung unter Tito ausgeliefert wurden. In der Folge kam es zum Massaker von Bleiburg.

## Galerie

### Erster Weltkrieg

Mützenabzeichen der Kroatisch-slawonischen Landwehr
Regimentsfahne der Kroatisch-slawonischen Landwehr (Vorderseite)
Regimentsfahne der Kroatisch-slawonischen Landwehr (Rückseite)
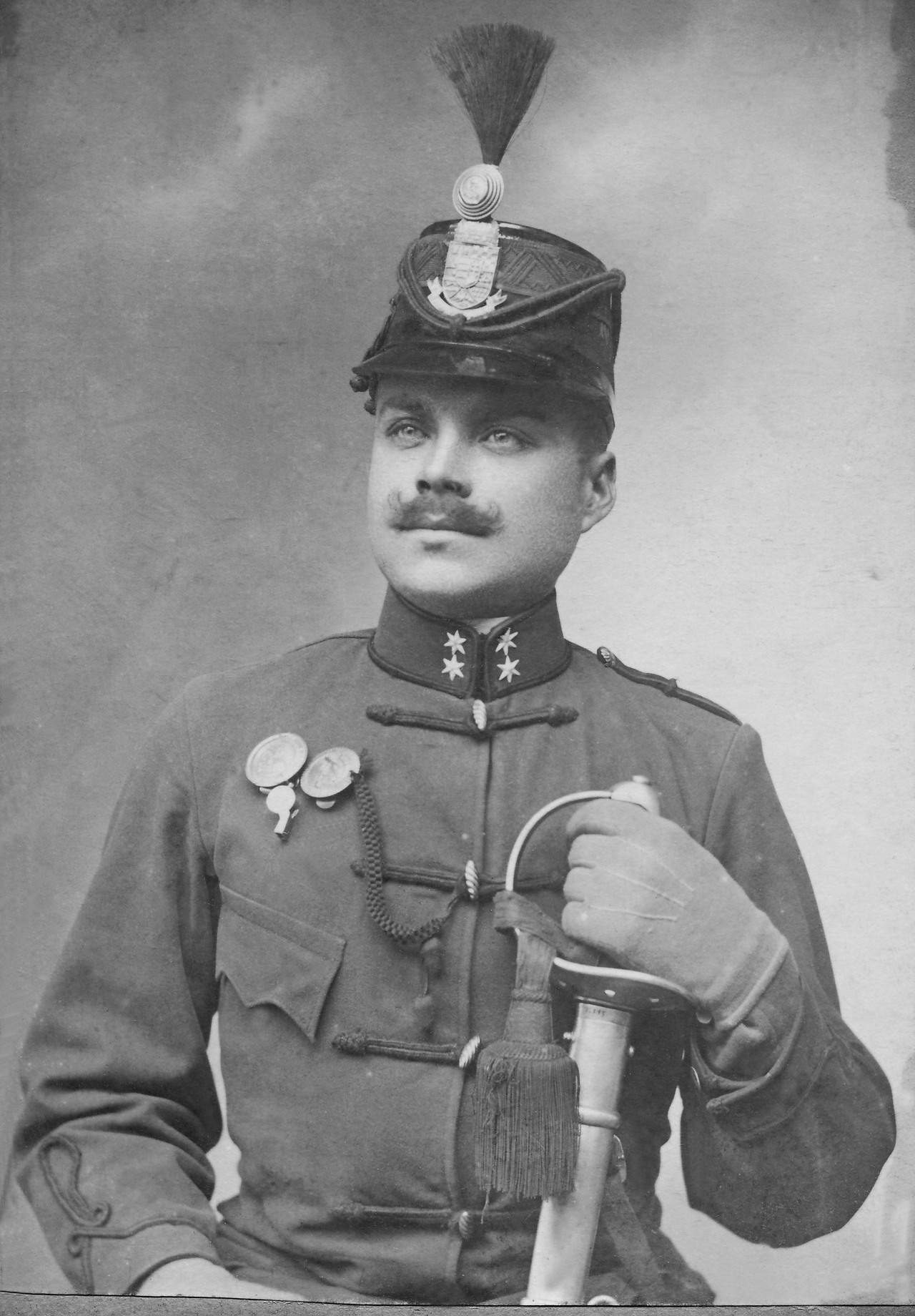
Husar der Kroatisch-slawonischen Landwehr
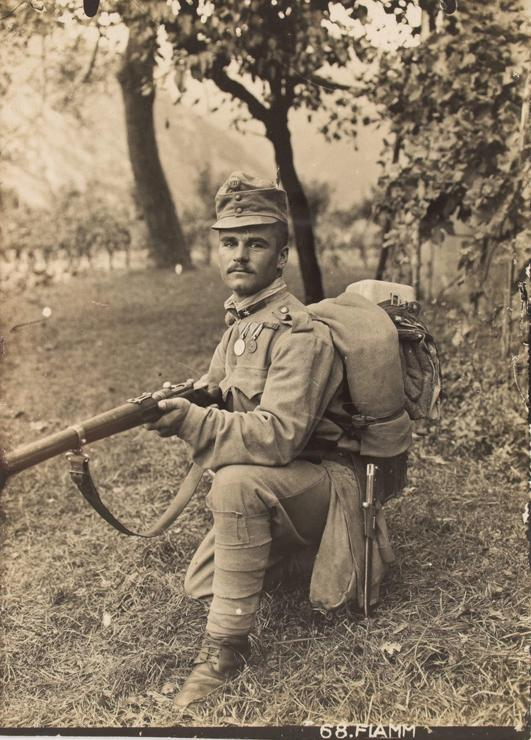
Domobran in voller Ausrüstung
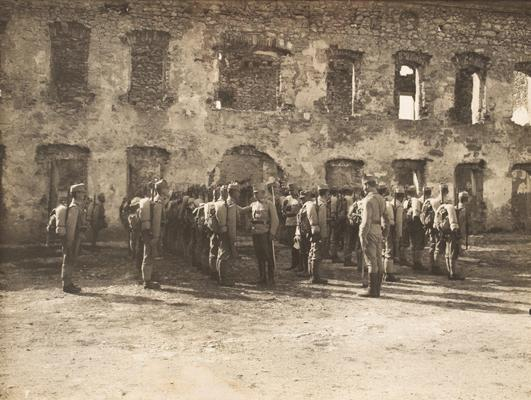
Domobranen beim Exerzieren
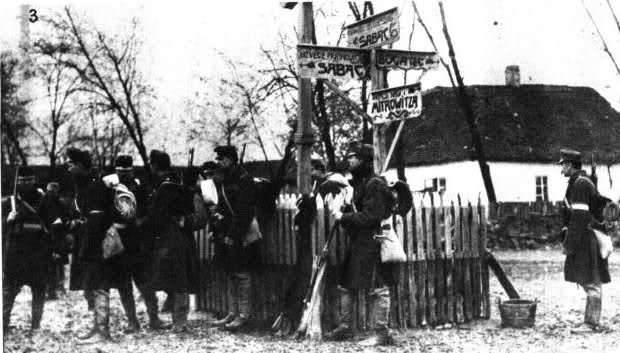
Domobranen während der Eroberung Serbiens
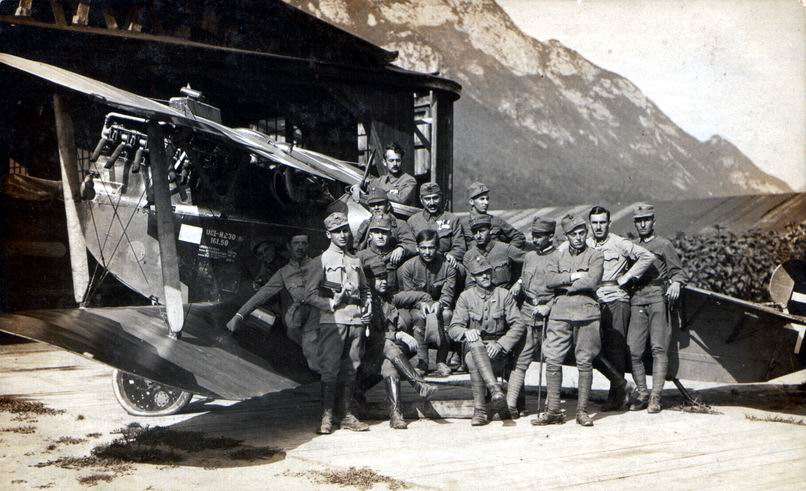
Flug-Abteilung der 42. Domobranen-Division (Italien, 18. August 1918)
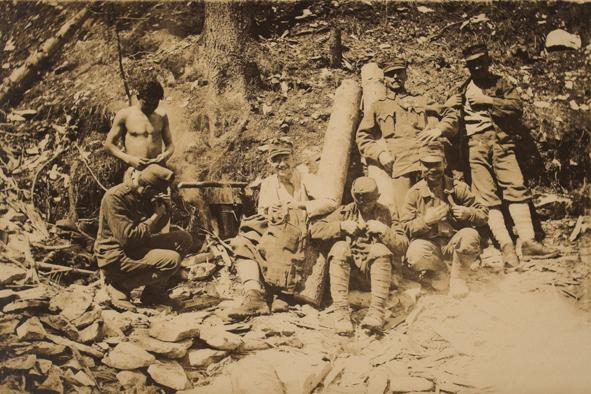
Domobranen bei der Gefechtspause an der Front
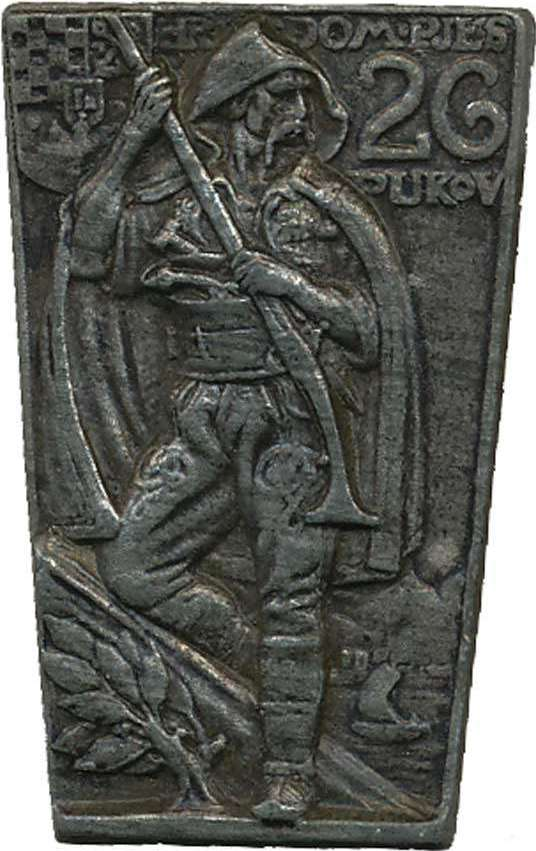
Mützenabzeichen der Angehörigen des 26. Karlovacer Domobranen-Regiments
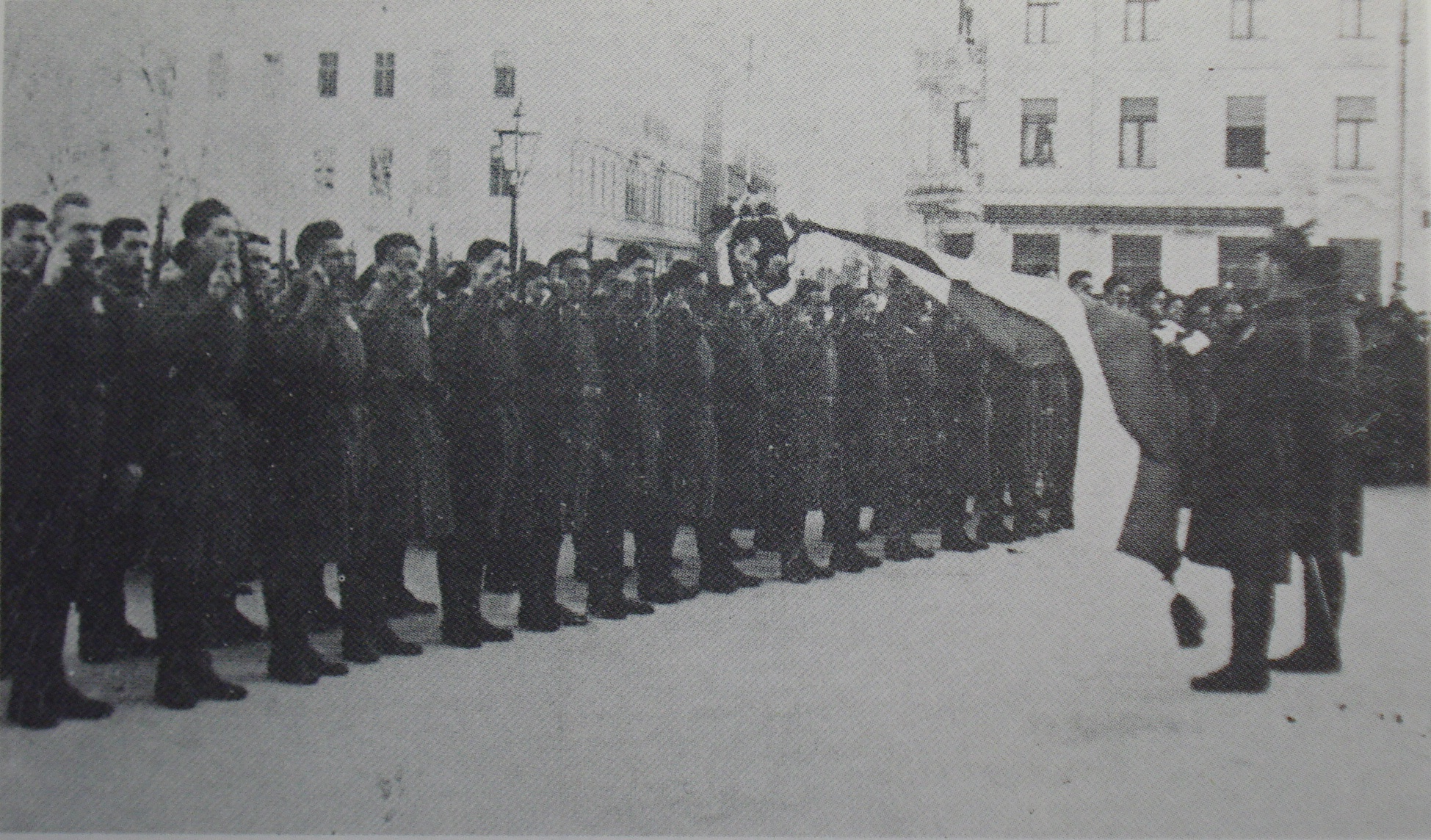
Vereidigung einer Domobranen-Einheit auf das Königreich der Serben, Kroaten und Slowenen (Zagreb, November 1918)

### Zweiter Weltkrieg

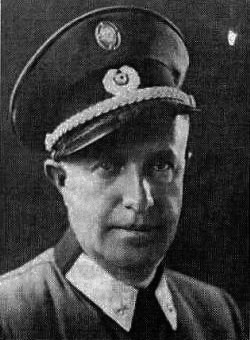
Domobranen-Offizier Muhamed Hadžiefendić (1898–1943)
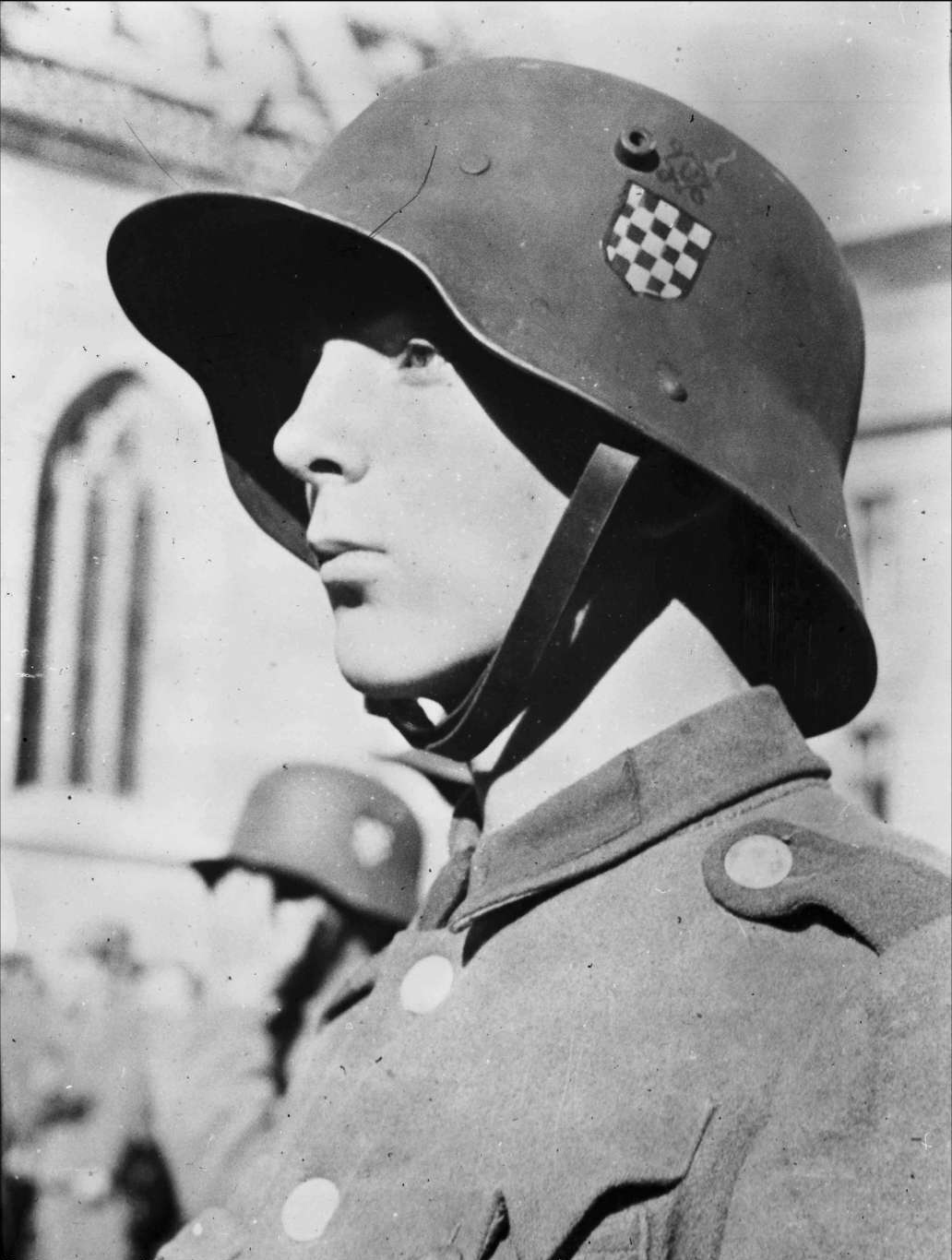
Domobran mit dem Wappen des Unabhängigen Staates Kroatien am Stahlhelm (Oktober 1942)
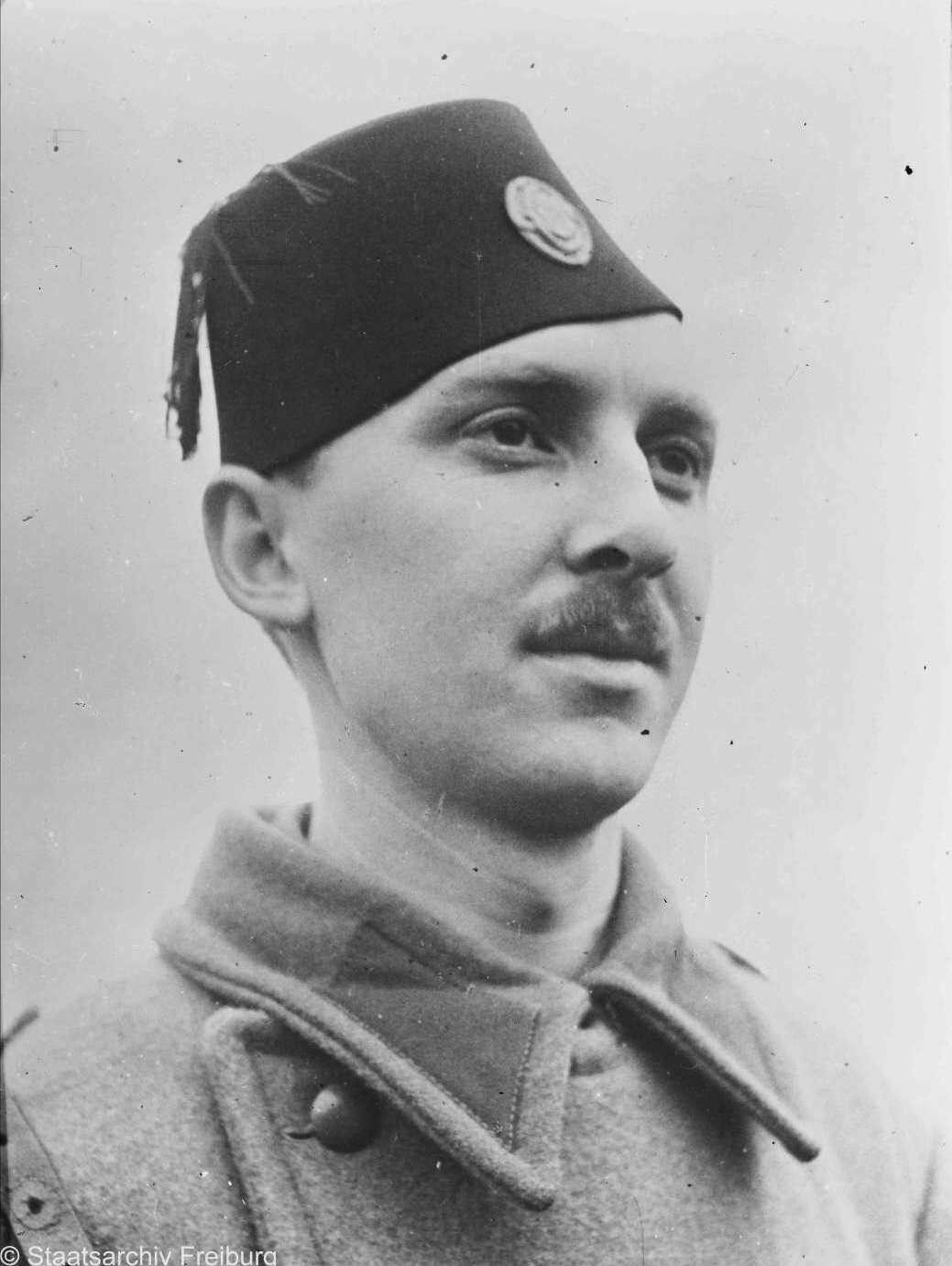
Muslimischer Domobran aus Bosnien mit Fes (Oktober 1942)
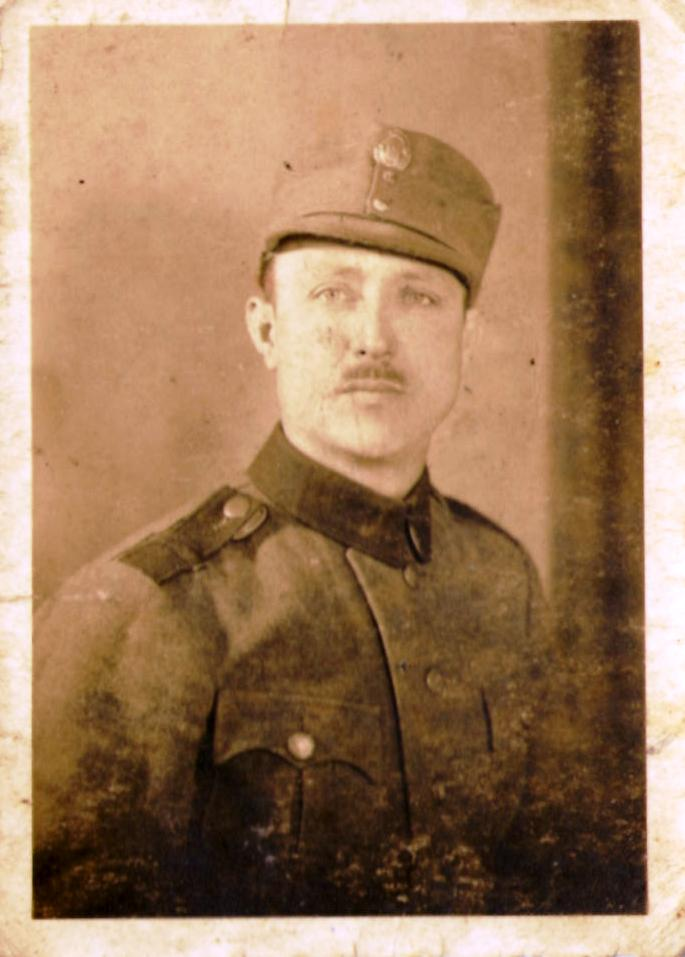
Domobran
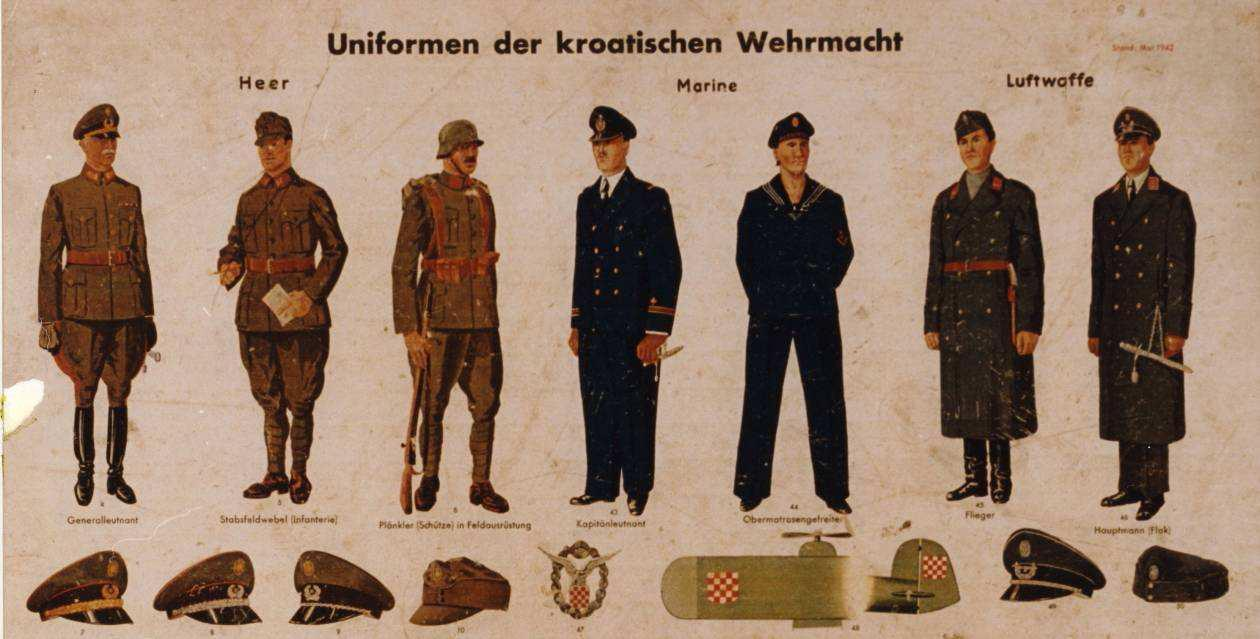
Uniformen der Kroatischen Heimwehr zur Zeit des Unabhängigen Staates Kroatien
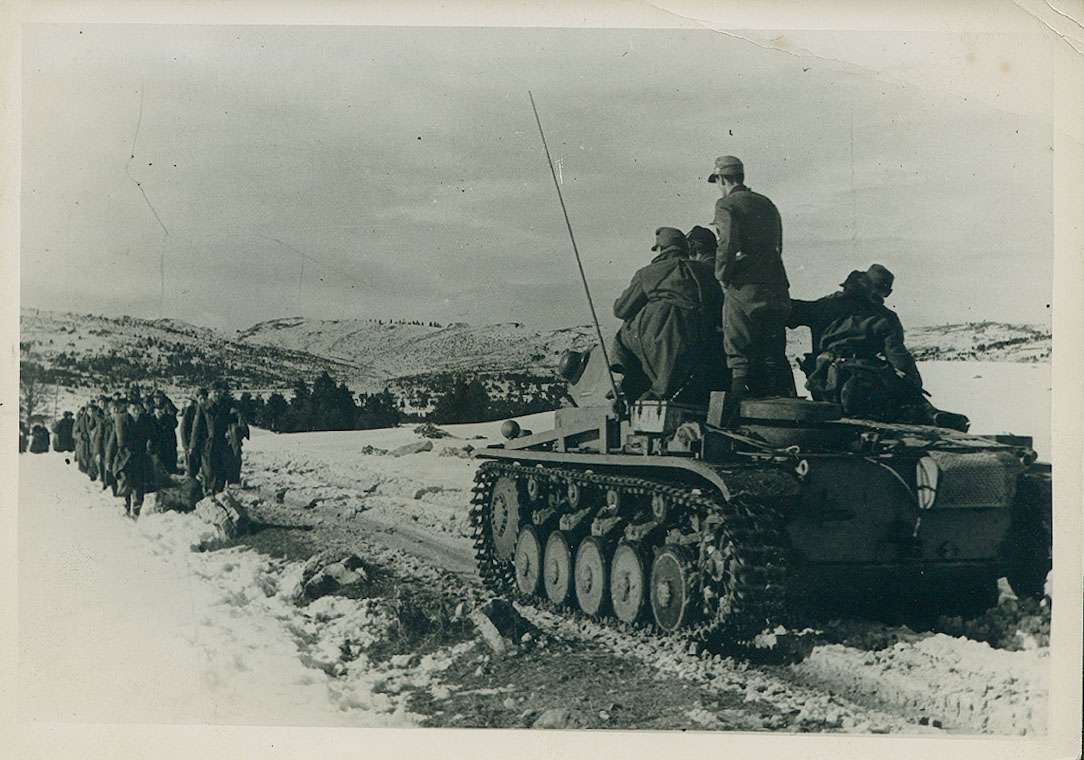
Domobranen auf einem Panzer
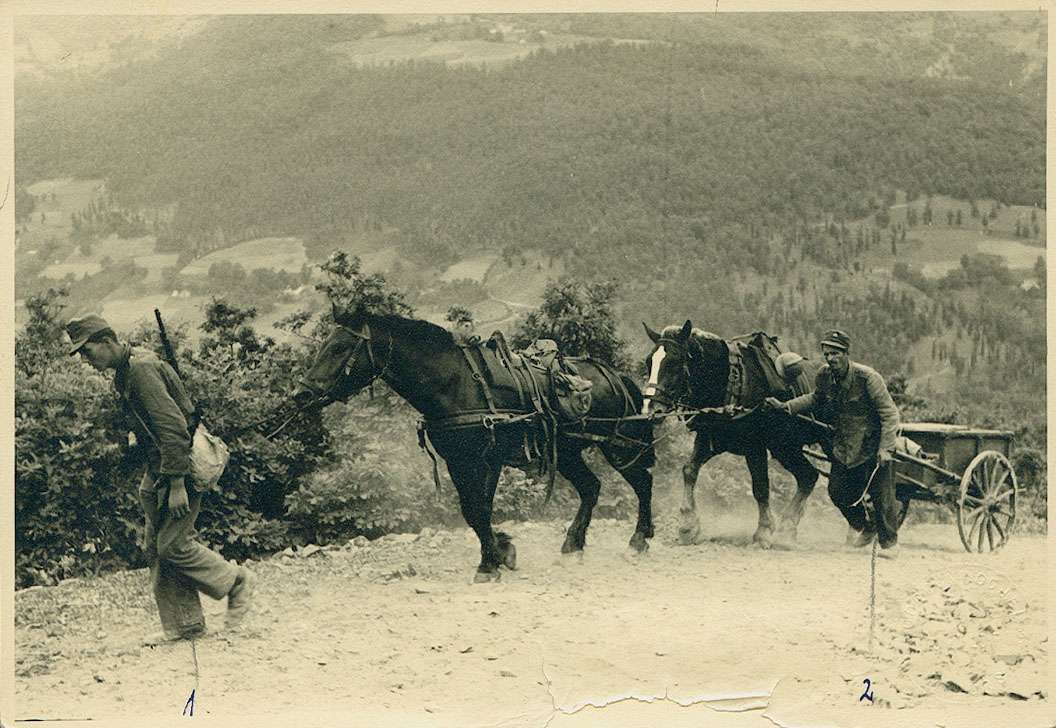
Domobranen mit Versorgungsgespann
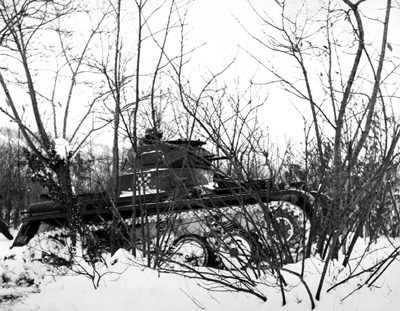
Ein Panzerkampfwagen I der Kroatischen Heimwehr
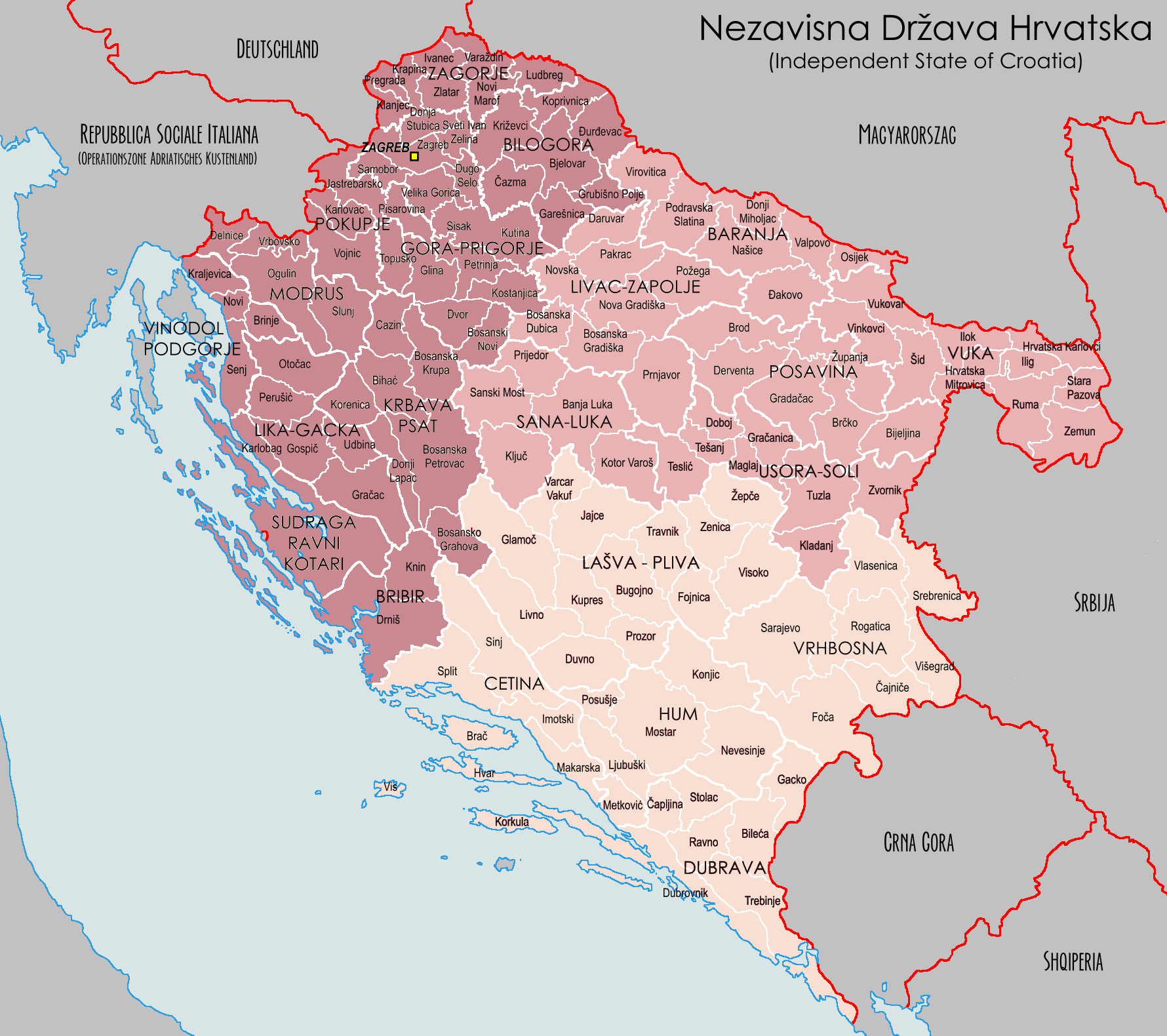
Wehrbereiche der Kroatischen Heimwehr im Unabhängigen Staat Kroatien (ab 1943)